# フリオ・ジョーンズ
クイントリス・ロペス・ジョーンズ・ジュニア（Quintorris Lopez "Julio" Jones,Jr.、1989年2月8日 - ）は、アメリカ合衆国アラバマ州フォーリー出身のアメリカンフットボール選手。ポジションはワイドレシーバー（WR）。プロボウルに7回出場している。

## 経歴

### プロ入りまで
高校時代はワイドレシーバーとディフェンシブエンドとしてプレーした。高校3年次の2006年には75回のレシーブで1306ヤードを獲得、16TDをあげた。2007年にルイジアナ州バトンルージュで行われたナイキキャンプでは40ヤード走で4.55秒、垂直跳びで98.0cmを記録した。アメリカンフットボール以外にもバスケットボール、陸上競技チームにも所属しており、走幅跳で7m40cm、三段跳で14m52cmを記録するなど、2006年、2007年の州のチャンピオンとなった。走高跳でも1m98cmを記録、州の2007年屋内チャンピオンとなっている。短距離走でも100m走で自己ベスト11秒13を記録した。
Rivals.comからは5つ星をつけられ、2008年の全米ナンバーワンWRに評価された。2008年2月6日、アラバマ大学に進学することを公表した。
1年次の2008年より彼は活躍、全米3位のジョージア大学との対戦では5回のレシーブで94ヤードを獲得、22ヤードのTDレシーブをあげた。ライバル校のテネシー大学戦では6回のレシーブで103ヤードを獲得した。さらに2週後の全米16位のルイジアナ州立大学戦では7回のレシーブで128ヤードを獲得、オーバータイムには23ヤードの決勝TDパスをキャッチした。フロリダ大学とのサウスイースタン・カンファレンス選手権では64ヤードのTDパスをキャッチするなど活躍したが、チームは20-31で敗れた。この年彼58回のレシーブで924ヤードを獲得、4TDをあげて、カンファレンスのセカンドチーム及び最優秀新人に選ばれた。1年目の活躍に対してESPNはダラス・カウボーイズで活躍したマイケル・アービンと比較を行った。またNFLのスカウトはアリゾナ・カージナルスのラリー・フィッツジェラルドとの比較を行った。
2年次の2009年にはジョージアドームで行われたバージニア工科大学との開幕戦ではこの年ハイズマン賞を受賞するマーク・イングラム・ジュニアによるラン攻撃で相手を圧倒するなど、4回のレシーブで46ヤードを獲得するにとどまった。シーズン初TDをあげたのは9月下旬のことであった。メディアからは2年目のジンクスと書き立てられたが、ルイジアナ州立大学戦で決勝となる73ヤードのTDレシーブをあげるなど、102ヤードを獲得、オーバーン大学では第4Qに同じドライブで、3回の第3ダウンを更新するキャッチを成功するなどの活躍を見せた。
チームはレギュラーシーズンを12戦無敗で終え、カンファレンス選手権でフロリダ大学を32-13、BCSナショナル・チャンピオンシップ・ゲームでテキサス大学を37-21で破り、カレッジフットボール全米チャンピオンとなった。
3年次の2010年は78回のレシーブで1133ヤードを獲得、7TDをあげた。3シーズンで彼は大学歴代2位の179レシーブ、2653ヤード、歴代4位の15TDをあげた。この年彼はチームメートのマーク・バロン、マーセル・ダリウス、バレット・ジョーンズとともに、AP通信よりオールアメリカンに選ればれた。
2011年1月7日、彼はチームメートのマーク・イングラム・ジュニア、グレッグ・マッケロイ、マーセル・ダリウスとともに、最終学年には進学せずにNFLドラフトにアーリーエントリーすることを決定した。

#### 大学での通算成績
| 年度 | チーム   | 試合 | 試合 | ラン | ラン        | ラン        | ラン | ラン             | ラン | ラン             | ラン  | レシーブ | レシーブ    | レシーブ         | レシーブ | レシーブ         | レシーブ | パントリターン | パントリターン | パントリターン   | パントリターン | パントリターン   | キックオフリターン | キックオフリターン | キックオフリターン | キックオフリターン | キックオフリターン |
| 年度 | チーム   | 出場 | 先発 | 回数 | 獲得 ヤード | 損失 ヤード | Net  | 平均 獲得 ヤード | TD   | 最長 獲得 ヤード | Avg/G | 回数     | 獲得 ヤード | 平均 獲得 ヤード | TD       | 最長 獲得 ヤード | Avg/G    | 回数           | 獲得 ヤード    | 平均 獲得 ヤード | TD             | 最長 獲得 ヤード | 回数               | 獲得 ヤード        | 平均 獲得 ヤード   | TD                 | 最長 獲得 ヤード   |
| ---- | -------- | ---- | ---- | ---- | ----------- | ----------- | ---- | ---------------- | ---- | ---------------- | ----- | -------- | ----------- | ---------------- | -------- | ---------------- | -------- | -------------- | -------------- | ---------------- | -------------- | ---------------- | ------------------ | ------------------ | ------------------ | ------------------ | ------------------ |
| 2008 | アラバマ | 14   | 14   | 0    | 0           | 0           | 0    | 0                | 0    | 0                | 0     | 58       | 924         | 15.9             | 4        | 64               | 66       | 2              | 11             | 5.5              | 0              | 10               | 1                  | 21                 | 21                 | 0                  | 21                 |
| 2009 | アラバマ | 13   | 13   | 2    | 5           | 1           | 4    | 2                | 0    | 5                | 0.3   | 43       | 596         | 13.9             | 4        | 73               | 45.8     | 5              | 75             | 15               | 0              | 33               | 1                  | 12                 | 12                 | 0                  | 12                 |
| 2010 | アラバマ | 13   | 13   | 8    | 135         | 0           | 135  | 16.9             | 2    | 56               | 10.4  | 78       | 1,133       | 14.5             | 7        | 68               | 87.2     | 5              | 44             | 8.8              | 0              | 41               | 5                  | 129                | 25.8               | 0                  | 36                 |
| 通算 | 通算     | 40   | 40   | 10   | 140         | 1           | 139  | 13.9             | 2    | 56               | 3.5   | 179      | 2,653       | 14.8             | 15       | 73               | 66.3     | 12             | 130            | 10.8             | 0              | 41               | 7                  | 162                | 23.1               | 0                  | 36                 |

### アトランタ・ファルコンズ
| 6 ft 2+3⁄4 in (190 cm)              | 220 lb (100 kg) | 33+3⁄4 in (86 cm) | 9+3⁄4 in (25 cm) | 4.39 s | 4.25 s | 6.66 s | 42 in (107 cm) | 11 ft 7 in (3.53 m) | 17 回 |

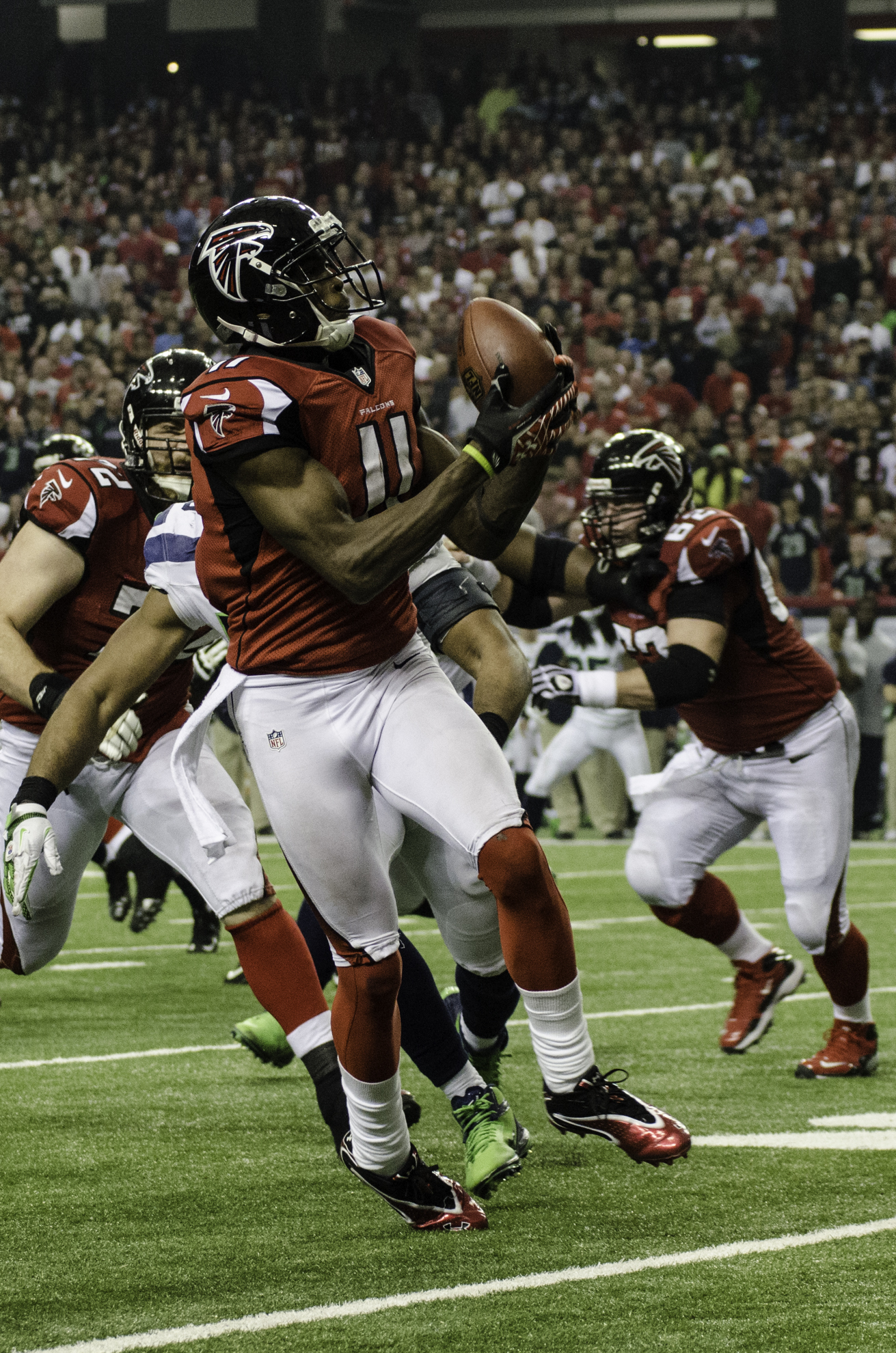
2012年のプレーオフ

| All values from 2011年のNFLドラフト |                 |                   |                  |        |        |        |                |                     |       |

2011年のNFLドラフト1巡全体6位でアトランタ・ファルコンズに指名された。彼の指名をするため、ファルコンズはトレードアップを行い、2011年の1巡27位、2巡59位、4巡124位、2012年のドラフト1巡、4巡の5つの指名権をクリーブランド・ブラウンズに渡した。同年7月28日、4年1620万ドルの契約を結んだ。第9週のインディアナポリス・コルツ戦でプロ初TDをあげた。この年54回のレシーブ（新人3位）で959ヤード（新人2位）を獲得、新人最多の8TDをあげた。
2012年、79回のレシーブで1198ヤードを獲得、10TDをあげて、初のプロボウルに選ばれた。この年チームメートのロディ・ホワイトも1000ヤード以上を獲得、ファルコンズにとっては第33回スーパーボウルに進出した1998年以来2人のレシーバーが1000ヤード以上を獲得したシーズンとなった。チームは13勝3敗でNFC第2シードでプレーオフに進出した。ディビジョナルプレーオフのシアトル・シーホークス戦では試合最後のプレーでヘイルメアリーパスをインターセプトした。
2013年、第5週のニューヨーク・ジェッツ戦での足の負傷により、10月9日シーズン残り試合を欠場することが発表された。
2014年4月29日、ファルコンズは5年目の契約オプションを行使した。第13週の試合では10回のレシーブで自己ベストとなる189ヤードを獲得した。翌週のグリーンベイ・パッカーズとのマンデーナイトフットボールではその記録を更新する259ヤードを獲得した。この年1試合を怪我で欠場したものの104回のレシーブでチーム記録となる1593ヤードを獲得した。
2015年8月29日、ファルコンズと5年7150万ドル（保証額4700万ドル）の契約を結んだ。この年2012年にカルビン・ジョンソンが記録した1964ヤードに次ぐ、NFL史上2位となる1871ヤードを獲得した。またピッツバーグ・スティーラーズのアントニオ・ブラウンと並ぶNFLトップの136回のレシーブを記録、レシーブ回数も2002年にインディアナポリス・コルツのマービン・ハリソンが記録した143回に次ぐNFL歴代2位の記録であった。3度目のプロボウルに選ばれるとともに、オールプロファーストチームにも初めて選出された。この年の活躍でNFLトップ100選手の8位にランクされた。
2016年、第4週のカロライナ・パンサーズ戦では12回のレシーブで300ヤードを獲得、1TDをあげた。NFLの試合で300ヤード以上獲得したのはジョーンズで6人目のことであった。この試合でQBマット・ライアンは503ヤードを獲得した。この年彼は83回のレシーブで1409ヤードを獲得、6TDをあげて、3年連続4回目のプロボウルに選ばれるとともに、オールプロファーストチームにも2年連続で選ばれた。ニューイングランド・ペイトリオッツとの第51回スーパーボウルでは4回のレシーブで87ヤードを獲得、チームは28-34で敗れてスーパーボウルリング獲得はならなかった。
2018年11月のクリーブランド・ブラウンズ戦で104試合目の出場にして、レシーブ獲得10000ヤードを超えた。これはNFL史上最速の記録であり、これまでの記録保持者は、115試合目で達成したカルビン・ジョンソンであった。

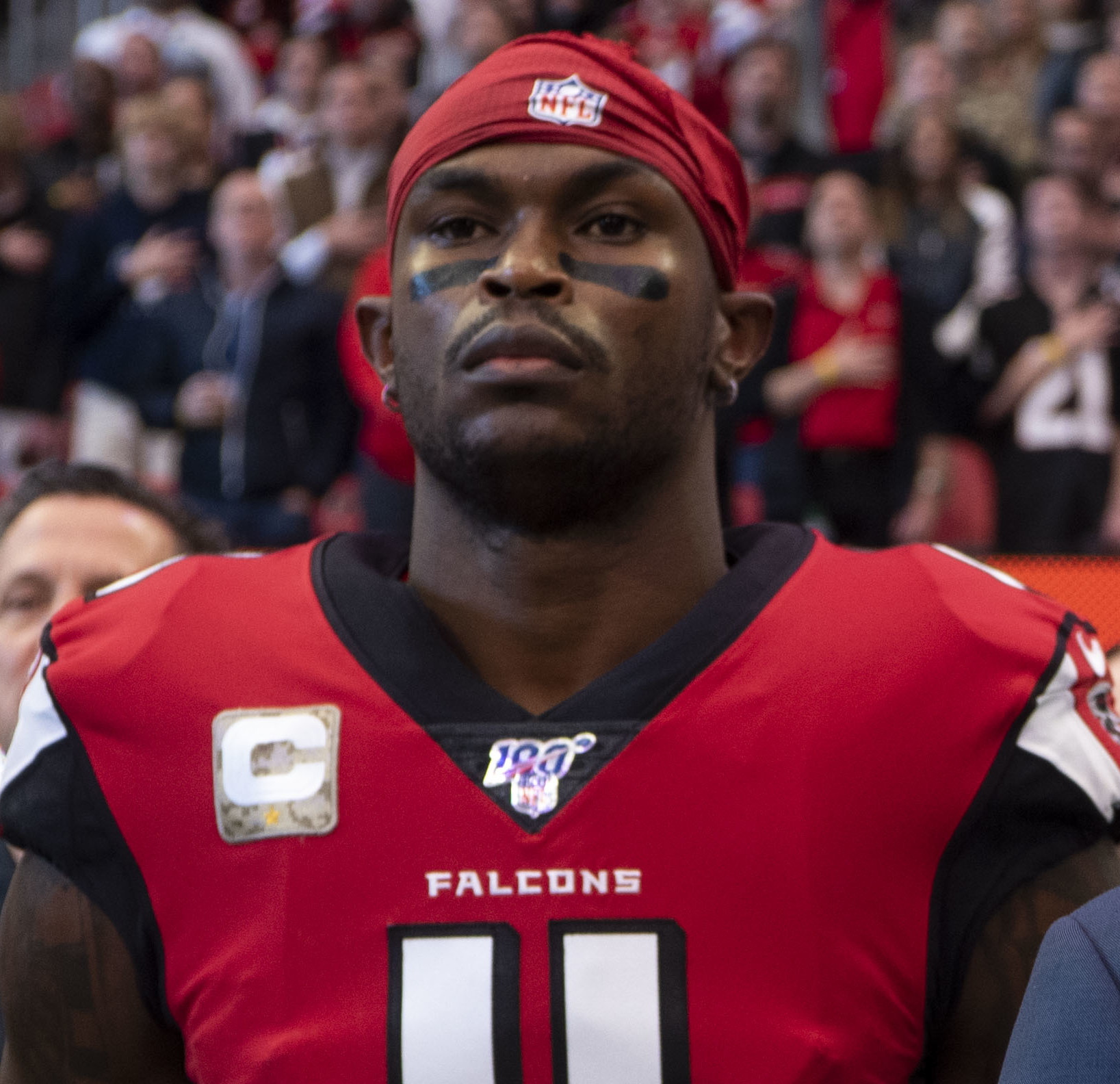
2019年のジョーンズ

2019年シーズン開幕前に3年6,600万ドルでファルコンズと契約延長した。
このシーズンでは、第4週のテネシー・タイタンズ戦で通算127試合目にしてレシーブ獲得が11000ヤードを超え、第16週のジャクソンビル・ジャガーズ戦では142試合目にしてレシーブ獲得12000ヤードを超えた。いずれもNFL史上最速の記録となっている。
2020年はハムストリングの怪我の影響もあり、9試合の出場に留まった。ジョーンズはこのシーズン終了後にファルコンズを退団する意向を示した。

### テネシー・タイタンズ
2021年6月、ドラフト指名権とのトレードでテネシー・タイタンズへ移籍した 。
シーズンでは怪我に悩まされ、10試合の出場に留まり、パスキャッチ31回・434獲得ヤード・レシーブTD1回はそれぞれキャリアワーストの数字であった。
2022年3月16日にリリースされた。

### タンパベイ・バッカニアーズ
2022年7月27日にタンパベイ・バッカニアーズと1年契約を結んだ。

### フィラデルフィア・イーグルス
2023年10月17日にフィラデルフィア・イーグルスと1年契約を結んだ。

### 引退
2024年シーズンはどのチームとも契約せず、2025年4月に引退を発表した。

#### レギュラーシーズン
| 年度      | チーム    | 背 番 号  | 試合 | 試合 | レシーブ | レシーブ    | レシーブ         | レシーブ | レシーブ    | レシーブ | ラン | ラン        | ラン             | ラン | ラン        | ラン | ファンブル    | ファンブル |
| 年度      | チーム    | 背 番 号  | 出場 | 先発 | 回数     | 獲得 ヤード | 平均 獲得 ヤード | Y/G      | 最長 ヤード | TD       | 回数 | 獲得 ヤード | 平均 獲得 ヤード | Y/G  | 最長 ヤード | TD   | ファン ブル数 | ロスト     |
| --------- | --------- | --------- | ---- | ---- | -------- | ----------- | ---------------- | -------- | ----------- | -------- | ---- | ----------- | ---------------- | ---- | ----------- | ---- | ------------- | ---------- |
| 2011      | ATL       | 11        | 13   | 13   | 54       | 959         | 17.8             | 73.8     | 80          | 8        | 6    | 56          | 9.3              | 4.3  | 19          | 0    | 1             | 1          |
| 2012      | ATL       | 11        | 16   | 15   | 79       | 1,198       | 15.2             | 74.9     | 80          | 10       | 6    | 30          | 5.0              | 1.9  | 19          | 0    | 0             | 0          |
| 2013      | ATL       | 11        | 5    | 5    | 41       | 580         | 14.1             | 116.0    | 81          | 2        | 1    | 7           | 7.0              | 1.4  | 7           | 0    | 2             | 1          |
| 2014      | ATL       | 11        | 15   | 15   | 104      | 1,593       | 15.3             | 106.2    | 79          | 6        | 1    | 1           | 1.0              | 0.1  | 1           | 0    | 2             | 1          |
| 2015      | ATL       | 11        | 16   | 16   | 136      | 1,871       | 13.8             | 116.9    | 70          | 8        | —    | —           | —                | —    | —           | —    | 3             | 1          |
| 2016      | ATL       | 11        | 14   | 14   | 83       | 1,409       | 17.0             | 100.6    | 75          | 6        | —    | —           | —                | —    | —           | —    | 0             | 0          |
| 2017      | ATL       | 11        | 16   | 16   | 88       | 1,444       | 16.4             | 90.3     | 53          | 3        | 1    | 15          | 15.0             | 0.9  | 15          | 0    | 0             | 0          |
| 2018      | ATL       | 11        | 16   | 16   | 113      | 1,677       | 14.8             | 104.8    | 58          | 8        | 2    | 12          | 6.0              | 0.8  | 11          | 0    | 2             | 2          |
| 2019      | ATL       | 11        | 15   | 15   | 99       | 1,394       | 14.1             | 92.9     | 54          | 6        | 2    | 0           | 0.0              | 0.0  | 1           | 0    | 1             | 0          |
| 2020      | ATL       | 11        | 9    | 9    | 51       | 771         | 15.1             | 85.7     | 44          | 3        | —    | —           | —                | —    | —           | —    | 0             | 0          |
| 2021      | TEN       | 2         | 10   | 10   | 31       | 434         | 14.0             | 43.4     | 51          | 1        | ー   | ー          | ー               | ー   | ー          | ー   | 0             | 0          |
| NFL：11年 | NFL：11年 | NFL：11年 | 145  | 144  | 879      | 13,330      | 15.2             | 91.9     | 81          | 61       | 19   | 120         | 6.2              | 1.0  | 19          | 0    | 11            | 6          |

- 2021年度シーズン終了時
- 太字は自身最高記録
- ■は各年度のリーグ最高記録
- ■はNFL記録

#### ポストシーズン
| 年度 | チーム | 試合 | 試合 | レシーブ | レシーブ    | レシーブ         | レシーブ    | レシーブ | ラン | ラン        | ラン             | ラン        | ラン | ファンブル    | ファンブル |
| 年度 | チーム | 出場 | 先発 | 回数     | 獲得 ヤード | 平均 獲得 ヤード | 最長 ヤード | TD       | 回数 | 獲得 ヤード | 平均 獲得 ヤード | 最長 ヤード | TD   | ファン ブル数 | ロスト     |
| ---- | ------ | ---- | ---- | -------- | ----------- | ---------------- | ----------- | -------- | ---- | ----------- | ---------------- | ----------- | ---- | ------------- | ---------- |
| 2011 | ATL    | 1    | 1    | 7        | 64          | 9.1              | 20          | 0        | 1    | 13          | 13.0             | 13          | 0    | 0             | 0          |
| 2012 | ATL    | 2    | 2    | 17       | 241         | 14.2             | 46          | 2        | 1    | −1          | −1.0             | −1          | 0    | 0             | 0          |
| 2016 | ATL    | 3    | 3    | 19       | 334         | 17.6             | 73          | 3        | –    | –           | –                | –           | 0    | 0             | 0          |
| 2017 | ATL    | 2    | 2    | 18       | 195         | 10.8             | 27          | 1        | 1    | 13          | 13.0             | 13          | 0    | 0             | 0          |
| 2021 | TEN    | 1    | 1    | 6        | 62          | 10.3             | 16          | 0        | –    | –           | –                | –           | –    | 0             | 0          |
| 通算 | 通算   | 9    | 9    | 67       | 896         | 13.4             | 73          | 6        | 3    | 25          | 8.3              | 13          | 0    | 0             | 0          |